# Ctenophorus isolepis
Ctenophorus isolepis — вид ігуаноподібних ящірок родини агамових (Agamidae). Ендемік Австралії.

## Підвиди
Виділяють три підвиди:
- Ctenophorus isolepis citrinus (Storr, 1965);
- Ctenophorus isolepis gularis (Sternfeld, 1925);
- Ctenophorus isolepis isolepis (Fischer, 1881).

## Поширення й екологія
Ctenophorus isolepis широко поширені в Західній і Південній Австралії, на Північній Території та в Квінсленді. Вони живуть у пустелях, порослих спініфексом.